# Tornike Tsjakadoea
Tornike Tsjakadoea (5 de outubro de 1996) é um judoca holandês. Competiu nos Jogos Olímpicos de Verão de 2024.
Conseguiu um quinto lugar nos Jogos Olímpicos de Verão de 2020 e vitórias como a medalha de ouro no Grand Prix de Cancún (2018). Sua trajetória inclui a medalha de bronze no Europeu Sub-23 (2015), títulos seniores holandeses (2016, 2017) e pódios em eventos prestigiosos como o Grand Prix e o Grand Slam. Conquistas notáveis incluem a prata em Tel Aviv (2019) e o bronze no IJF Judo Masters em Doha (2021) e no Grand Slam de Astana (2023). Ele continua a se destacar, garantindo o bronze em eventos como o Grand Prix de Alta Áustria e o Grand Slam de Tbilisi em 2024.